# Aree Davis
Aree Davis, pseudonimo di Ariel Alexandria Davis (Park Forest, 19 febbraio 1991), è un'attrice statunitense.

## Biografia
Inizia a lavorare come attrice, nel 2000 in un episodio della serie televisiva Power Rangers: Lightspeed Rescue, ma fa il suo debutto cinematografico nel 2003 con film La casa dei fantasmi al fianco di Eddie Murphy, grazie al quale ha vinto uno Young Artist Award.
È inoltre comparsa in molte serie televisive come Tutti odiano Chris nel ruolo di Keisha e E.R. - Medici in prima linea nel ruolo di Kaitlin.
È la sorella maggiore dell'attrice Dee Dee Davis.
Attualmente frequenta Parkland College.

## Filmografia

### Cinema
- La casa dei fantasmi (2003)

### Televisione
- Power Rangers: Lightspeed Rescue (1 episodio, 2000)
- E.R. - Medici in prima linea (1 episodio, 2004)
- Tutti odiano Chris (6 episodi, 2005-2006)

## Riconoscimenti
- Young Artist Awards 2004: Miglior attrice giovane non protagonista per La casa dei fantasmi